# Nuclear Power Corporation of India
Nuclear Power Corporation of India Limited (NPCIL) est une entreprise publique de production d'électricité d'origine nucléaire en Inde. L'entreprise exploite 20 réacteurs nucléaires, soit une puissance nette installée d'environ 4 400 mégawatts électriques.